# La silla de Fernando
La silla de Fernando es una película-conversación con el actor, director y escritor español Fernando Fernán Gómez, dirigida por David Trueba y Luis Alegre. En ella el actor y director habla sobre su vida: la guerra civil, la juventud, las noches de Madrid, las mujeres, el amor, el franquismo...
Fue nominada a un Premio Goya 2007 como mejor película documental.